# Iuri Rabaev
Iuri Rabaev (în rusă Юрий Романович Рабаев; n. septembrie 1927, Mahaci-Kala, RSFS Rusă, URSS – d. mai 1993, Moscova, Rusia) a fost un arhitect rus.